# Amtweiher I
Der Amtweiher I ist ein durch Torfstich im Zweiten Weltkrieg entstandener Weiher auf der Kleinandelfinger Seenplatte in der Nähe des Husemersees, der zwischen Ossingen und Trüllikon im Kanton Zürich in der Schweiz liegt.
Der See liegt in einer flachen Mulde nordwestlich der Husemersees und wird von diesem durch den Seegraben mit Wasser versorgt. Ein kurzer Abfluss verbindet den Amtweiher I mit dem Amtweiher II. Der Amtweiher I ist reich an Libellen und wird von Bibern bewohnt. Die Umgebung des Weihers ist mit Neophyten, hauptsächlich Goldruten, belastet, die regelmässig von Zivildienstleistenden entfernt werden. Der See droht ohne Pflege zu verlanden, weshalb regelmässig das Seegras entfernt werden muss. Die Nutzung des Fischbestandes des Sees ist verpachtet.

Husemersee und die umliegenden Weiher. Der Amtweiher I befindet sich im Nordwesten der Karte